# Kijk uit
Kijk uit is een Vlaams televisieprogramma over verkeersveiligheid. Het programma wordt sinds 1977 uitgezonden op Eén van de VRT en wordt gemaakt in samenwerking met de Belgische federale politie, het Vlaamse Stichting Verkeerskunde, het Brussels Hoofdstedelijk Gewest en het Vlaams Gewest. De huidige presentator is eerste inspecteur van politie Sofie Lenaerts.

## Geschiedenis en inhoud
Van 1972 tot 1976 presenteerde luitenant Alex Van Wanzele van de rijkswacht de voorloper van Kijk uit: Veilig Verkeer. Vanaf 1977 kreeg het programma zijn huidige naam.
Sinds 2015, na de zesde staatshervorming, wordt het programma gefinancierd door het Vlaams Gewest en het Brussels Hoofdstedelijk Gewest. De steun van het BIVV werd geruild voor die van de Vlaamse Stichting Verkeerskunde.
Het programma, dat wekelijks op zaterdag omstreeks 18 u. wordt uitgezonden, duurt 5 minuten. Er wordt aandacht besteed aan verkeersregels, verkeersveiligheidstips en campagnes. 
De Franstalige tegenhanger van het programma heet Contacts.

## Presentatoren
- Jaren 60: kapitein Clement Iliano
- <1972: kolonel Frans Paesschierssens[2]
- 1972-1976: luitenant Alex Van Wanzele
- 1977-1989: commandant Gommar Vervust
- 1989-2004: commandant Flor Koninckx
- 2004-2007: commissaris Gail Van Hoever
- 2007-2011: commissaris Werner Van Cant en Marjan Duchesne
- 2011-30 maart 2019: commissaris Werner Van Cant
- 6 april 2019-heden: inspecteur Sofie Lenaerts[3]